# ان‌جی‌سی ۷۷۸۹
ان‌جی‌سی ۷۷۸۹ یک خوشه باز در ذات الکرسی است که به وسیله کارولین هرشل کشف شد.برادرش ویلیام هرشل آن را در فهرستش با نام .H Vl.30 نام گذاری کرده است.این خوشه همچنین با نام "رز سفید" یا "رز کارولین" نیز شناخته می‌شود زیرا در مشاهده، حلقه ستاره‌ها و مسیرهای تاریک شبیه طرح چرخشی رز پنج برگ از بالاست.